# MILLION (SPYAIRのアルバム)
『MILLION』（ミリオン）は、SPYAIRの3枚目のオリジナルアルバム。2013年8月7日にSony Music Associated Recordsからリリースされた。

## 概要
前作『Just Do It』から約11か月ぶりのリリース。また、元メンバーであるENZEL☆脱退を経て4人体制になってから初めてリリースされたアルバムである。10枚目の「サクラミツツキ」から12枚目の「現状ディストラクション」までのシングル表題曲を含む11曲が収録されている。リリースは通常盤、初回生産限定盤A、初回生産限定盤Bという3形態で行われた。このうち初回生産限定盤Aにはミュージック・ビデオや、2013年5月3日に開催された全国ツアーのファイナルであるZepp TokyoのLIVE映像を収録したDVD、初回生産限定盤Bにはシングルのカップリング曲の中から選ばれた3曲と、アルバム本編に収録されなかったシングル曲2曲、そして初収録の「I miss you (Acoustic ver.)」の計6曲を収録したボーナスCDがそれぞれ付属されている。
また、本作は大韓民国でも同時リリースされ、9月28日、29日には、ソウルにて本作を軸としたワンマンライブが開催された。さらに9月23日には、ヨーロッパ50ヶ国でリリースされた。
アルバムリリースを記念して、アルバムリリース日である8月7日には、代々木公園にて、SPYAIRとしては最初で最後であるアルバム完全再現フリーライブが開催された。このライブは、ニコニコ生放送、YouTube、Ustreamで全世界へ同時生中継された。

## 収録曲
（全作詞：MOMIKEN、全作曲・編曲：UZ）

### CD
通常盤、初回生産限定盤A、初回生産限定盤B共通。
1. OVERLOAD [3:06]
  - スズキ・スイフト「Explotion」篇 TVCMソング

サイレンから始まる、かなりアッパーな激しいラウドロック。
2013年3月11日から5月3日にかけて行われた全国ツアー「SPYAIR TOUR 2013『サクラミツツキ』」の1曲目に演奏されていた曲。当時のタイトルは「BOOM」であったが、アルバム収録にあたり、タイトルが現在の「OVERLOAD」に変更された[11]。
2. Turning Point [3:12]
  - 10thシングルc/w曲
3. 現状ディストラクション [3:36]
  - 12thシングル表題曲
  - ワーナー・ブラザース映画配給映画『劇場版 銀魂 完結篇 万事屋よ永遠なれ』主題歌
4. サクラミツツキ [3:37]
  - 10thシングル表題曲
  - テレビ東京系アニメ『銀魂』第13期オープニング・テーマ
5. Winding Road [4:41]
インディーズ時代に作られた楽曲で、本作に収録されるまではずっとCDに未収録だった楽曲。音源化されるのは今作が初である。
未発表曲であったが、ライブではリリース前も何度か演奏されていた。
6. Are You Champion? Yeah!! I'm Champion!! [3:28]
  - 11thシングルc/w曲
7. STAND UP [3:03]
8. Supersonic [3:41]
9. 雨上がりに咲く花 [3:43]
10. 虹 [4:59]
  - 11thシングル表題曲
  - TBS系木曜ドラマ『潜入探偵トカゲ』主題歌
11. 16 And Life [3:22]

### DVD
初回生産限定盤Aのみ。
1. WENDY 〜It's You〜 (Music Video)
2. サクラミツツキ (Music Video)
3. 虹 (Music Video)
4. 現状ディストラクション (Music Video)
5. OVERLOAD (Live@ZeppTokyo 2013.5.3)
6. ジャパニケーション (Live@ZeppTokyo 2013.5.3)
7. 0 GAME (Live@ZeppTokyo 2013.5.3)
8. サクラミツツキ (Live@ZeppTokyo 2013.5.3)

### BONUS DISC
初回生産限定盤Bのみ。
1. STAR [3:53]
  - 8thシングルc/w曲
2. WENDY 〜It's You〜 [3:10]
  - 9thシングル表題曲
  - NHK総合系ドラマ『恋するハエ女』主題歌
3. Blowing [3:27]
  - 9thシングルc/w曲
4. ROCK THIS WAY [4:03] 
  - 作詞：Naoki Takada/MOMIKEN、作曲：Naoki Takada/UZ、編曲：UZ
  - SEAMOとのコラボレーション・シングル表題曲
5. 0 GAME (80KIDZ Remix) [4:38]
  - 12thシングルc/w曲
6. I miss you (Acoustic ver.) [4:03]
1stアルバム収録曲のアコースティックバージョン。

## 解説
アルバムタイトルの『MILLION』には、この音が少しでも多くの人に届いてほしいとの願いが込められており、ジャケット写真には、SPYAIR自身が目指すスケール感、大きな舞台、彼らがインディーズ時代から願っていた、巨大な野外でのワンマンライブという夢が描かれている。また今作は、アルバム制作にあたりUZが作り上げたアルバムの設計図を元にして制作されており、設計図を作成したことにより、ブレのないアルバムに仕上がっている。MOMIKENも「設計図があったから、歌詞がすごく書きやすかった。方向性もハッキリする」とコメントしており、KENTAも「設計図があることにより、どこのゾーンを狙えばいいのかが分かる」とコメントしている。
本作も「何回もリピートして聞いてもらえるアルバム」を目指して制作されており、壮大なスケールを持つ「虹」で盛り上がり、そこからフラットに戻れるように、という意図で、最後にはアコースティック曲「16 And Life」が収録されている。また、6曲目に収録されている「Are You Champion? Yeah!! I'm Champion!!」も耳休めとして重要な役割を果たすという。
1曲目の「OVERLOAD」は、ライブのオープニングで演奏することを想定して作られた熱い曲であり、歌詞も難しい言葉を入れず、わかりやすくしている。本曲はリリース以降も様々なライブで1曲目として演奏されることが多い。また、ヘヴィロックなナンバーの「Turning Point」、エレクトロニックな「Supersonic」、インディーズ時代から出来ていた楽曲「Winding Road」なども収録され、SPYAIRらしい楽曲の揃った、集大成とも言える一枚になっている。

## 参加ミュージシャン
SPYAIR
- IKE：Vocal
- UZ：Guitar, Programming
- MOMIKEN：Bass
- KENTA：Drums

Additional Musician
- 河野圭：Strings Arrange (5)
- 雨宮麻未子ストリングス：Strings (5)
  - 雨宮麻未子, あさいまり, 伊藤友馬：1st Violin
  - 沖増菜摘, 須原杏, 榊渚：2nd Violin
  - 舘泉礼一, 高木真悠子：Viola
  - 関口将史, 渡邉弦雅：Cello
- Cheer Creation Star Cheers さゆり＆さやか：Chorus (6)
- KENTA, 冨安徹, 早坂"乳突筋"耕作：Percussion (5.6.9)

## チャート成績
オリコンチャートのCDアルバム週間ランキングでは、発売初週に2.2万枚を売り上げ、2013年8月19日付のランキングで初登場で最高順位2位を記録し、『Rockin' the World』以来となるTOP10を獲得した。同じくオリコンのデイリーチャートでも、3日間連続で2位を獲得している。さらに2013年8月度の月間チャートでは発売初月に約3.7万枚を売り上げ、9位を獲得した
ビルボードのアルバムチャートでは、2013年8月19日付のランキングで、2位を獲得した。